# Елоді Шері
Марі Клод Олі (29 серпня 1966 , Сент-Етьєн ), відома як Елоді Шері (фр. Élodie Chérie) — французька порноакторка і модель.

## Біографія
Народилася 29 серні 1966 року в Сент-Етьєні, Франція. 
У 1996 році отримала премію Hot d'or в номінації «найкраща акторка другого плану» за порнофільм La Princesse et la pute. 
Крім порноіндустрії, була представницею «Magics Fans», товариства прихильників футбольного клубу Сент-Етьєн.

## Нагороди
- 1996 Hot d'or перемога — Краща акторка другого плану[3]
- 2000 Hot d'or номінація — Краща європейська акторка другого плану[7]